# Guerin d'Oro
El Guerin d'Oro és un premi anual atorgat pel setmanari italià Guerin Sportivo revista de futbol, que des de 1976, es concedeix al jugador a la Serie A amb almenys 19 partits jugats, que ha obtingut el millor mitjana de qualificació als mitjans de comunicació. Aquest últim s'obté mitjançant el càlcul de la mitjana de la temporada de cada jugador, sobre la base d'informes de qualificació setmanal de Guerin Sportivo i els tres principals diaris esportius italians, la Gazzetta dello Sport, Corriere dello Sport i Tuttosport.
El darrer vencedor del Guerin d'Oro és Carlos Tevez de la  Juventus.

## Guanyadors
| Any  | Jugador                                        | Club                          |
| ---- | ---------------------------------------------- | ----------------------------- |
| 1976 | Claudio Sala                                   | Torino                        |
| 1977 | Claudio Sala                                   | Torino                        |
| 1978 | Roberto Filippi                                | Vicenza                       |
| 1979 | Roberto Filippi                                | Napoli                        |
| 1980 | Luciano Castellini                             | Napoli                        |
| 1981 | Ruud Krol                                      | Napoli                        |
| 1982 | Franco Causio                                  | Udinese                       |
| 1983 | Pietro Vierchowod                              | Roma                          |
| 1984 | Michel Platini                                 | Juventus                      |
| 1985 | Diego Maradona                                 | Napoli                        |
| 1986 | Renato Zaccarelli                              | Torino                        |
| 1987 | Walter Zenga                                   | Internazionale                |
| 1988 | Roberto Mancini                                | Sampdoria                     |
| 1989 | Andreas Brehme                                 | Internazionale                |
| 1990 | Franco Baresi                                  | Milan                         |
| 1991 | Roberto Mancini                                | Sampdoria                     |
| 1992 | Frank Rijkaard                                 | Milan                         |
| 1993 | Giuseppe Signori                               | Lazio                         |
| 1994 | Daniele Massaro                                | Milan                         |
| 1995 | Paulo Sousa                                    | Juventus                      |
| 1996 | Enrico Chiesa                                  | Sampdoria                     |
| 1997 | Gianluca Pagliuca Angelo Peruzzi Lilian Thuram | Internazionale Juventus Parma |
| 1998 | Francesco Totti                                | Roma                          |
| 1999 | Matías Almeyda                                 | Lazio                         |
| 2000 | Sébastien Frey                                 | Verona                        |
| 2001 | Roberto Baggio                                 | Brescia                       |
| 2002 | Christian Vieri                                | Internazionale                |
| 2003 | Pavel Nedvěd                                   | Juventus                      |
| 2004 | Francesco Totti                                | Roma                          |
| 2005 | Gianluca Pagliuca                              | Bologna                       |
| 2006 | Luca Toni                                      | Fiorentina                    |
| 2007 | Adrian Mutu                                    | Fiorentina                    |
| 2008 | Mauro Camoranesi                               | Juventus                      |
| 2009 | Diego Milito                                   | Genoa                         |
| 2010 | No assignat                                    |                               |
| 2011 | No assignat                                    |                               |
| 2012 | Andrea Pirlo                                   | Juventus                      |
| 2013 | Edinson Cavani                                 | Napoli                        |
| 2014 | Carlos Tévez                                   | Juventus                      |
| 2015 | Carlos Tévez                                   | Juventus                      |